# Kalózok háborúja
A Kalózok háborúja (eredeti cím: Il corsaro nero) 1971-ben bemutatott olasz–spanyol kaland–vígjáték, amelynek főszereplője Terence Hill. A filmben feltűnik Hill ismert partnere, Bud Spencer is, de mellékszereplőként és a megszokottól eltérő szerepben.
Magyarországon ismert Blackie, a kalóz, Kalózok kincse és Fekete kalóz címmel is. 
A játékfilm rendezője Lorenzo Gicca Palli, producere Gabriele Silvestri. A forgatókönyvet Lorenzo Gicca Palli és George Martin írta, a zenéjét Gino Peguri szerezte. A mozifilm a Capricorno Transcontinental Pictures és az ABC Cinematográfica gyártásában készült, a Hispamex forgalmazásában jelent meg. Műfaja filmvígjáték.
Olaszországban 1971. március 21-én mutatták be a mozikban.

## Cselekmény
Blackie kalózkapitány tudomást szerez egy aranyat szállító hajóról, és hogy a zsákmányt megszerezze, szövetséget köt Don Pedro kapitánnyal, akinek részesedést ígér az aranyból. A hajó azonban elterelő hadművelettel homokot szállít. Közben foglyul ejtik az alkirály feleségét, Isabellát a szolgalójával együtt. A szépséges hölgy ugyancsak az arany megszerzésének érdekében ügyködik, ahogy még többen, mások is...

## Szereplők
| Szereplő                    | Színész            | Magyar hang                    | Magyar hang                   | Magyar hang                  | Magyar hang                  |
| Szereplő                    | Színész            | Kalózok háborúja (MTV-1, 1983) | Blackie, a kalóz (VICO, 1992) | Fekete kalóz (Duna TV, 1997) | Kalózok kincse (MTV 1, 1999) |
| --------------------------- | ------------------ | ------------------------------ | ----------------------------- | ---------------------------- | ---------------------------- |
| Blackie                     | Terence Hill       | Szakácsi Sándor                | Szersén Gyula                 | Schnell Ádám                 | Selmeczi Roland              |
| Skull                       | Bud Spencer        | Bujtor István                  | Kránitz Lajos                 | Csurka László                | Gesztesi Károly              |
| Isabel de Mendoza y Laguna  | Silvia Monti       | Andai Györgyi                  | Andresz Kati                  | Götz Anna                    | Juhász Judit                 |
| Don Pedro                   | George Martin      | Juhász Jácint                  | Kassai Károly                 | Kassai Károly                | Kálid Artúr                  |
| Martin                      | Salvatore Borghese | Szersén Gyula                  | Várkonyi András               | Galambos Péter               | Galkó Balázs                 |
| De Lussac                   | Carlo Reali        | Fülöp Zsigmond                 | Orosz István                  | Sinkovits-Vitay András       | Sztarenki Pál                |
| Montbar kapitány            | Luciano Pigozzi    | Szabó Ottó                     | Koroknay Géza                 | Konrád Antal                 | Kisfalussy Bálint            |
| Alkirály                    | Edmund Purdom      | Kertész Péter                  | Kovács István                 | Rubold Ödön                  | Bognár Zsolt                 |
| Carmen                      | Diana Lorys        | Jani Ildikó                    | Dudás Eszter                  | Balogh Erika                 | Pápai Erika                  |
| Manuela                     | Mónica Randall     | Földessy Margit                | Csere Ágnes                   | Ábrahám Edit                 | Schell Judit                 |
| Don Alonso, őrségparancsnok | Paolo Magalotti    | Szokolay Ottó                  | Kiss Gábor                    | Kárpáti Tibor                | Végh Ferenc                  |
| Muko                        | Fernando Bilbao    | Kránitz Lajos                  | N/A                           | Vass Gábor                   | Bolla Róbert                 |
| Stiller                     | Pasquale Basile    | néma szereplő                  | néma szereplő                 | néma szereplő                | néma szereplő                |
| Jay                         | Luciano Catenacci  | Dózsa László                   | Horváth Zoltán                | Orosz István                 | Szerémi Zoltán               |
| Lovell, tüzér               | Giuliano Dell’Ovo  | Kiss Gábor                     | Szalay Imre                   | Uri István                   | Fekete Ernő                  |
| Admirális                   | Aldo Cecconi       | Füzessy Ottó                   | Kristóf Tibor                 | Izsóf Vilmos                 | N/A                          |
| Alkirály tanácsadói         | Gustavo Re         | Fillár István                  | Antal László                  | N/A                          | Pálfai Péter                 |
| Alkirály tanácsadói         | N/A                | N/A                            | N/A                           | N/A                          | N/A                          |
| Olsson                      | N/A                | N/A                            | N/A                           | N/A                          | N/A                          |
| Matrózok a kocsmában        | Sergio Smacchi     | N/A                            | N/A                           | N/A                          | N/A                          |
| Matrózok a kocsmában        | Osiride Pevarello  | N/A                            | Koncz István                  | N/A                          | N/A                          |
| Matrózok a kocsmában        | Remo Capitani      | Huszár László                  | Kránitz Lajos                 | N/A                          | Sótonyi Gábor                |

További magyar hangok (1. magyar szinkronban): Antal László, Balázsi Gyula, Barbinek Péter, Dobránszky Zoltán, Komlós András, Némedi Mari, Orosz István

## A film háttere
A film kis költségvetéssel készült, így nem is használtak igazi, klasszikus vitorlás hajókat. A filmben a tengeren úszó hajók képei, vagy a tengeri csatajelenetek más filmekből átvett képkockákról valók voltak. A csatajeleneteket Sergio Bergonzelli és Roy Rowland 1966-os Surcouf - A hét tenger ördöge c. kalandfilmjéből vették át. A film nem tartozik a népszerű Bud Spencer-Terence Hill darabok közé. Leginkább a Douglas Fairbanks és Errol Flynn-féle kalózfilmeket utánozza. Bár a párbajozó jelenetek kifejezetten látványosra sikeredtek, minthogy Terence Hill már 15 éves kora óta gyakorlottan vívott.
A Kalózok háborúja az előtt készült el, hogy leforgatták volna Az ördög jobb és bal keze c. westernt, de amikor az a mozikba került még nem végeztek a Kalózok háborúja utómunkálataival. Az ördög jobb és bal keze óriási sikert aratott, ami meglepte Bud Spencert és Terence Hillt is, s messze túlszárnyalta a Kalózok háborúját.

## Magyar szinkronváltozatok
1. Kalózok háborúja – 1983-ban készült, amikor az MTV-1 bemutatta a filmet Magyarországon. Ez a változat került DVD-re. (A Mokép által 1986-ban megjelent VHS-nek is ez volt a címe, de az feliratos volt, angol nyelvvel). 2019-ben a Duna TV is ezzel a szinkronnal sugározta.
2. Blackie, a kalóz – a VICO által kiadott VHS-en jelent meg 1992 májusában.[7]
3. Fekete kalóz – a Duna TV adásához készült 1997. április 13-án, később a TV2 is ezzel sugározta a filmet.
4. Kalózok kincse – az MTV 1 adta a filmet ezzel a szinkronnal 1999-ben, később a Viasat 3 is ezzel sugározta a filmet.

## Televíziós megjelenések
- 1. magyar szinkron: MTV-1, Film Mania, Duna (később)
- 3. magyar szinkron: Duna TV (korábban), TV2
- 4. magyar szinkron: MTV 1, Viasat 3